# 全球鳞翅目名称索引
全球鳞翅目名称索引（英語：The Global Lepidoptera Names Index，简称Lepindex）是由英国伦敦自然史博物馆昆虫学部门所建立及维护的线上物种数据库。该数据库收录有超过303,000项名称。

## 简介
Lepindex源自于自然史博物馆保存的卡片索引，这些卡片包含已知的全世界所有现存的鳞翅目物种及已灭绝物种的化石（共137,441种）。这些卡片是由博物馆的专家数十年来所制作，共计290,099张，每张卡片都记录了一个学名及记载该名称的有关的书目或期刊和其他信息。Lepindex将这些卡片数字化并更新了一些数据。由于过去尚无对鳞翅目物种的完整编目出版，因此Lepindex也成为了全球唯一一个综合性鳞翅目目录数据库。
Lepindex同时提供物种的命名者信息，物种描述的原始来源等其他有关信息。Lepindex向所有人免费开放。